# Elias Magnus Fries

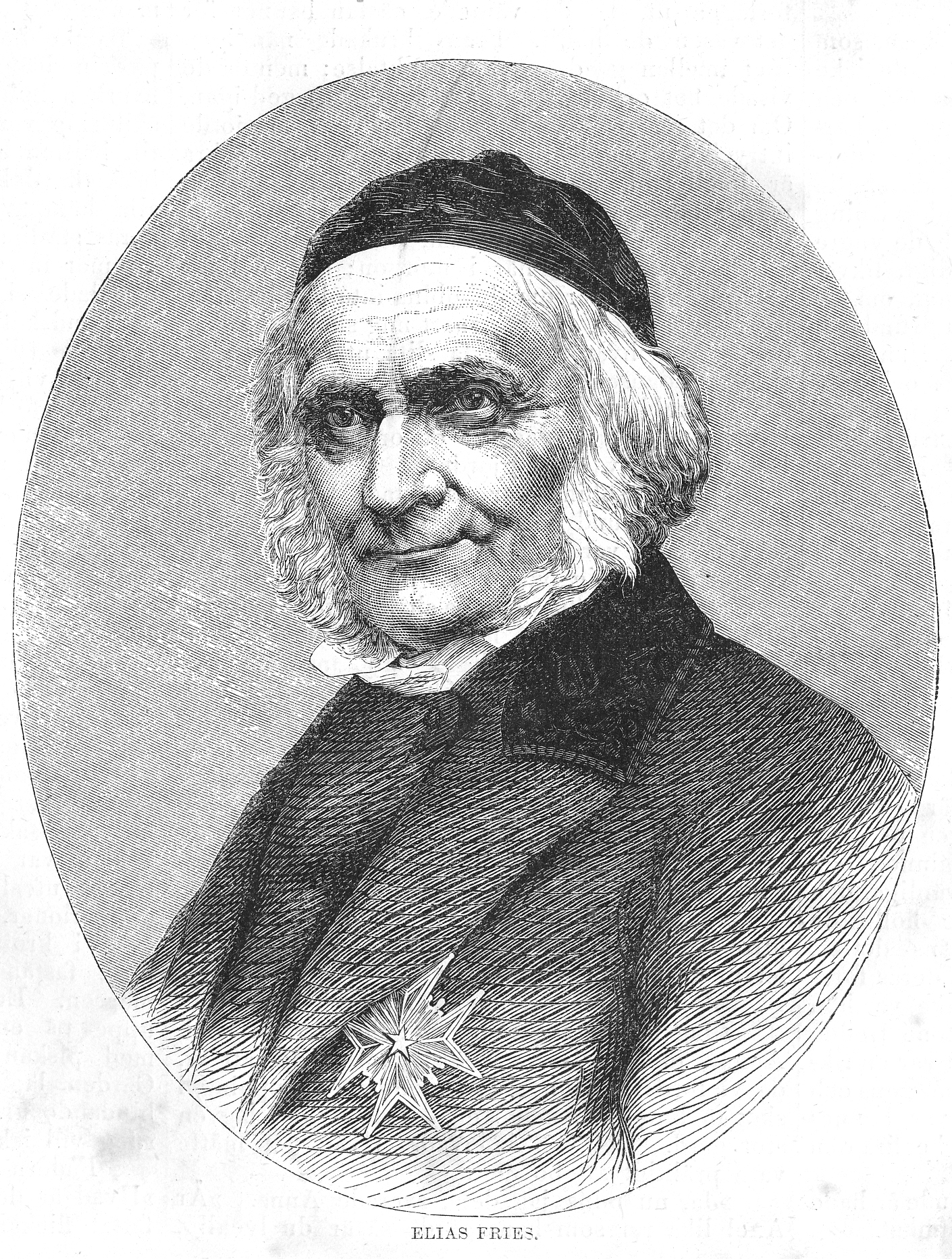
Időskori portréja

Elias Magnus Fries (Femsjö, 1794. augusztus 15. – Uppsala, 1878. február 8.) svéd botanikus és mikológus. Botanikai szakmunkákban nevének rövidítése: „Fr.”.

## Élete
A svédországi Småland tartományban, a Hylte községhez tartozó Femsjö településen született, a helyi lelkész fiaként. Iskolai tanulmányait Växjőben végezte. Botanikai érdeklődését még apjától örökölte, akitől e téren nagyon sokat tanult. 1811-ben beiratkozott az ország egyik legnevesebb felsőoktatási intézményének számító lundi egyetemre, ahol már 1814-ben doktorátust szerzett, és abban az évben adjunktusi kinevezést kapott az egyetem botanikai tanszékén. 1820-ban a Leopoldina Német Természettudományos Akadémia tagjává választották. Néhány éven belül a Svéd Királyi Tudományos Akadémia tagjává választották, 1824-ben pedig professzori kinevezést kapott. 1834-ben az Uppsalai Egyetem gazdasági karán kapott tanári katedrát, majd a következő években több tudományos társaság is a tagjává választotta. 1849-ben az uppsalai egyetem botanikus kertjének vezetőjévé választottá, 1853-ban pedig az egyetem rektora lett.  1850-ben a Orosz Tudományos Akadémia tagjává választották.
Fő művei között kiemelkedik a három kötetes Systema Mycologicum című, gombarendszertani munkája (1821–1832), további tudományos munkái voltak még az 1828-ban Elenchus fungorum címmel kiadott könyve, a két kötetben megjelent Monographia hymenomycetum Sueciae (1857 és 1863) és a Hymenomycetes Europaei címmel 1874-ben kiadott monográfiája. Friest tekintik, Christiaan Hendrik Persoon után a modern gombataxonómia megalapozójának. Az általa kidolgozott taxonómia elnevezéseire hatással volt Johann Wolfgang von Goethe és a német romanticizmus is. Az egyes taxonok elhatárolásánál elsősorban a spórák színét és a tráma alakulását vette figyelembe.
Uppsalában hunyt el, 1878. február 8-án. Halála után a The Times-ban megjelent méltatása Linnééhez hasonlította munkásságának jelentőségét, a gombák és zuzmók kutatásának terén. Uppsalai katedráját Johan Erhard Areschoug örökölte meg, aki után pedig fia, Theodor Magnus Fries ülhetett az örökébe.
Az általa leírt fajok tudományos nevében a neve Fr. formában szerepel.

## Művei
- Monographia Pyrenomycetum Sueciae (1816)
- Systema Mycologicum (1821)
- Systema Orbis Vegetabilis (1825)
- Elenchus Fungorem (1828)
- Lichenographia Europaea Reformata (1831)

## Fordítás
- Ez a szócikk részben vagy egészben  az   Elias Magnus Fries című angol Wikipédia-szócikk fordításán alapul.  Az eredeti cikk szerkesztőit annak laptörténete sorolja fel. Ez a jelzés csupán a megfogalmazás eredetét és a szerzői jogokat jelzi, nem szolgál a cikkben szereplő információk forrásmegjelöléseként.